# Walter Gerhold

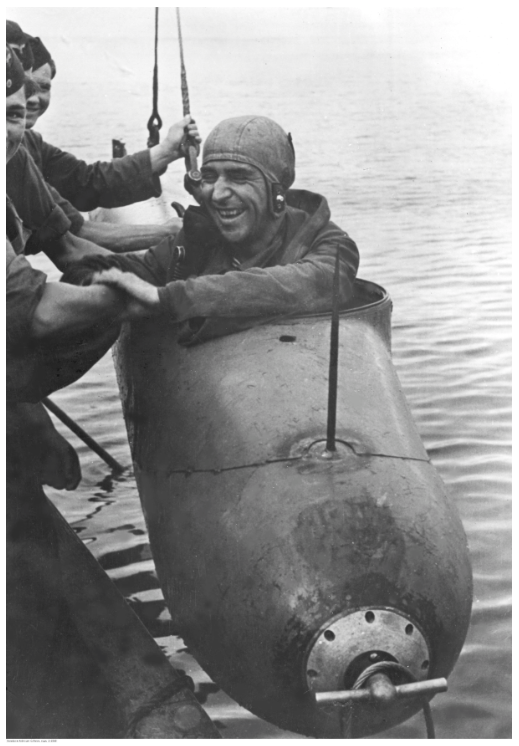
Walter Gerhold terug van een succesvolle missie, juli 1944.

Walter Gerhold (Benolpe, 8 juni 1921 - Lünen, 2 maart 2013) was een Duitse matroos en bestuurder van een bemande torpedo Neger tijdens de Tweede Wereldoorlog. Hij bracht de kruiser ORP Dragon zoveel schade toe dat deze tot zinken gebracht moest worden. Hiervoor werd Gerhold met het Ridderkruis van het IJzeren Kruis, een hoge militaire onderscheiding gedecoreerd.

## Leven
Op 16 oktober 1940 trad Gerhold in dienst van de Kriegsmarine. Hij werd nog dezelfde dag als Rekrut bij de 6. Schiffsstammabteilung ingedeeld, die in de Graf-Spee kazerne in Wilhelmshaven gestationeerd was. Op 2 december 1940 werd Gerhold overgeplaatst naar de 2. Schiffsstammabteilung, waar hij de opleiding tot Schreibergast volgde. Van 30 januari 1941 tot 3 december 1943 was Gerhold voor het eerst in functie als Schreiber bij verscheidene torpedobootflottieljes zoals torpedoboot T 111 en vanaf 5 juni 1942 op de T 20 van het  3e Torpedobootflottielje ingezet. Op 4 september 1943 brak Gerhold tijdens de dienst zijn sleutelbeen, en werd hiervoor van 6 tot 22 oktober 1943 in het Reserve-Lazarett II in Lübeck behandeld. Vanaf 4 december 1943 werd hij bij de inspecteur voor opleiding van de marine ingedeeld. Hij werkte later nog bij de Marine-Einsatz-Abteilung Heiligenhafen, van waar hij zich in de lente van 1944 vrijwillig bij de nieuw gevormde Kleinkampfverbände der Kriegsmarine aanmeldde. Zijn eerste Kleinkampfeinsatz vond plaats in de nacht van 20 op 21 april 1944 in de haven van Nettuno, waar Gerhold ingedeeld was als een van de 23 Neger-bestuurders in het K-Flottille 361. Hier maakte Gerhold zijn eerste vijandelijk contact mee met de geallieerde vloot.
In de nacht van 5 op 6 juli 1944, had Gerhold zijn tweede inzet tegen de geallieerde invasievloot in Normandië vanaf het strand Trouville-sur-Mer. Gerhold passeerde met zijn Neger onopgemerkt zes Britse torpedobootjagers, en doorbrak de aansluitende beveiligingsgordel tegen torpedo's en viel de achter deze schepen voor anker liggende kruiser ORP Dragon aan. De torpedo-inslag veroorzaakte een zware explosie, maar het schip zonk niet. Het werd door de Royal Navy als "Ships damaged beyond repair" bestempeld, en werd enige tijd later tot zinken gebracht. Voor deze actie werd Gerhold op 6 juli 1944 door Konteradmiral Hellmuth Heye met het Ridderkruis van het IJzeren Kruis onderscheiden.
Na deze acties zijn er geen verdere missies van Gerhold meer gedocumenteerd in de Kleinkampfverbände. Aansluitend  werd hij als Schreibermaat in de staf van admiraal Otto von Schrader aan de Noorse westkust ingezet. Op 15 juli 1945 werd Gerhold ontslagen uit de Kriegsmarine in de E-Stelle VI Heath (Holstein) en geraakte hij in geallieerde krijgsgevangenschap, die hij op 30 september 1945 weer verliet.
Na de oorlog leefde Gerhold in Westfalen en werkte als politieman. Hij was getrouwd en had twee kinderen.

## Militaire carrière
- Schreibermaat: 1 augustus 1944 (volgens het Sonderbefehl van het K-Verband van 28 juli 1944)
- Schreibobergefreiter:[3] 1 oktober 1942
- Schreibergefreiter: 1 oktober 1941
- Matrose: 1940
- Rekrut: 16 oktober 1940

## Onderscheidingen
- Ridderkruis van het IJzeren Kruis op 6 juli 1944 als Matrosenobergefreiter[4] en Einmanntorpedofahrer in der Kl.Kampf-Flottille 361[5][6][7]
- IJzeren Kruis 1939, 1e Klasse (8 juli 1944) en 2e Klasse (24 december 1942)[5]
- Torpedobootjager-Oorlogsinsigne op 24 december 1942
- Gewondeninsigne 1939 in zwart op 23 februari 1942
- Hij werd eenmaal genoemd in het Wehrmachtsbericht. Dat gebeurde op:

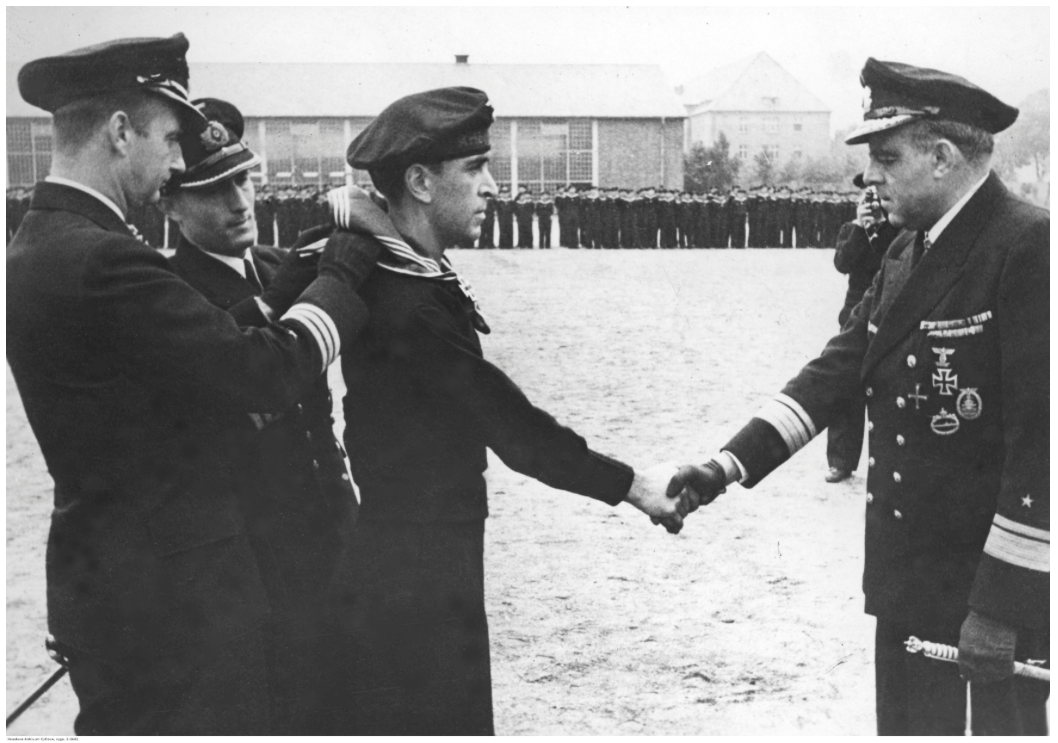
Schreibermaat Walter Gerhold wordt gefeliciteerd door admiraal Hellmuth Heye na de uitreiking van het Ridderkruis in juli 1944.

- 18 juli 1944[4]